# Asser Roeiclub
De  Asser RoeiClub (ARC) is een roeivereniging uit Assen. De club is gelegen aan het Havenkanaal, een aftakking van het Noord-Willemskanaal.

## Geschiedenis
De vereniging is in 1980 opgericht en was toen gevestigd in een winterberging voor motorjachten. Binnen een jaar verhuisde de vereniging naar een eigen pand aan de Plesmanstraat. Na de bouw van een nieuwe loods voor de uitbreiding van de club brandde het pand grotendeels af. Sinds 1991 zit de club gevestigd aan de Kanaaldijk in Loon.